# Rodolfo Visconti

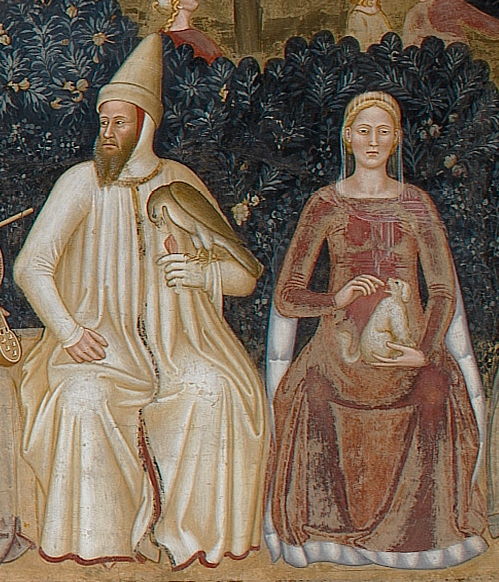
Bernabò Visconti e Beatrice, genitori di Rodolfo

Rodolfo Visconti (Milano, 1358 – Trezzo sull'Adda, 3 gennaio 1389) era figlio di Bernabò Visconti, signore di Milano, e di Beatrice della Scala. Fu Signore di Parma dal 1364 al 1389.

## Biografia
Rodolfo nacque nel settembre del 1358. Al suo battesimo a Milano erano presenti il marchese Aldobrandino III d'Este, Ugolino Gonzaga e Girardo da Oleggio, nipote di Giovanni governatore di Bologna. Il Corio riporta che gli furono regalati doni grandiosi: un bacile d'argento con sopra una coppa d'oro piena di perle, pietre preziose e anelli da parte del marchese di Ferrara, sette coppe d'argento dorate di cui una più grande delle altre dal piede di cristallo da parte del signore di Mantova, drappi d'oro e zibellini dal signore di Bologna. Fu poi indetto un torneo in suo onore e quello stesso giorno Caterina Visconti sposò Ugolino Gonzaga.
Nel 1379 Bernabò divise i suoi possedimenti tra i suoi cinque figli legittimi Marco, Ludovico, Gianmastino, Rodolfo e Carlo: a Rodolfo spettarono Bergamo, Soncino e Ghiara d'Adda. Due anni dopo fece costruire a Bergamo l'Hospitium Magnum.
Volendo il potere assoluto su Milano, il cugino Gian Galeazzo Visconti, figlio di Galeazzo II Visconti, fece catturare il 6 maggio 1385 lo zio Bernabò e i cugini Ludovico e Rodolfo. La cattura avvenne, a tradimento, fuori della Pusterla di S. Ambrogio. Con questo colpo di stato, Gian Galeazzo e i suoi discendenti ottennero il controllo dell'intera signoria di Milano.
Rodolfo fu inizialmente imprigionato nel castello di San Colombano e poi trasferito nel castello di Trezzo dove morì dopo quattro anni di prigionia il 3 gennaio 1389. Fu sepolto a Milano nella chiesa di Santa Maria alla Scala.

## Ascendenza
|                        |                     |                       | Genitori                 |  |  | Nonni |  |  | Bisnonni          |  |  | Trisnonni         |  |
|                        |                     |                       |                          |  |  |       |  |  | Matteo I Visconti |  |  | Teobaldo Visconti |  |
|                        |                     |                       |                          |  |  |       |  |  | Matteo I Visconti |  |  | Teobaldo Visconti |  |
|                        |                     | Anastasia Pirovano    |                          |  |  |       |  |  | Matteo I Visconti |  |  |                   |  |
| Stefano Visconti       |                     |                       |                          |  |  |       |  |  | Matteo I Visconti |  |  |                   |  |
|                        |                     | Bonacossa Borri       | Squarcino Borri          |  |  |       |  |  |                   |  |  |                   |  |
|                        |                     | Bonacossa Borri       | Squarcino Borri          |  |  |       |  |  |                   |  |  |                   |  |
|                        |                     | Bonacossa Borri       | Antonia                  |  |  |       |  |  |                   |  |  |                   |  |
| Bernabò Visconti       |                     | Bonacossa Borri       |                          |  |  |       |  |  |                   |  |  |                   |  |
|                        |                     | Bernabò Doria         | …                        |  |  |       |  |  |                   |  |  |                   |  |
|                        |                     | Bernabò Doria         | …                        |  |  |       |  |  |                   |  |  |                   |  |
|                        |                     | Bernabò Doria         | …                        |  |  |       |  |  |                   |  |  |                   |  |
| Valentina Doria        |                     | Bernabò Doria         |                          |  |  |       |  |  |                   |  |  |                   |  |
|                        |                     | Eliana Fieschi        | …                        |  |  |       |  |  |                   |  |  |                   |  |
|                        |                     | Eliana Fieschi        | …                        |  |  |       |  |  |                   |  |  |                   |  |
|                        |                     | Eliana Fieschi        | …                        |  |  |       |  |  |                   |  |  |                   |  |
| Rodolfo Visconti       |                     | Eliana Fieschi        |                          |  |  |       |  |  |                   |  |  |                   |  |
|                        | Alboino della Scala | Alberto I della Scala |                          |  |  |       |  |  |                   |  |  |                   |  |
|                        | Alboino della Scala | Alberto I della Scala |                          |  |  |       |  |  |                   |  |  |                   |  |
|                        | Alboino della Scala | Verde di Salizzole    |                          |  |  |       |  |  |                   |  |  |                   |  |
| Mastino II della Scala | Alboino della Scala |                       |                          |  |  |       |  |  |                   |  |  |                   |  |
|                        |                     | Beatrice da Correggio | Giberto III da Correggio |  |  |       |  |  |                   |  |  |                   |  |
|                        |                     | Beatrice da Correggio | Giberto III da Correggio |  |  |       |  |  |                   |  |  |                   |  |
|                        |                     | Beatrice da Correggio | Elena Malaspina          |  |  |       |  |  |                   |  |  |                   |  |
| Beatrice della Scala   |                     | Beatrice da Correggio |                          |  |  |       |  |  |                   |  |  |                   |  |
|                        |                     | Giacomo I da Carrara  | Marsilio                 |  |  |       |  |  |                   |  |  |                   |  |
|                        |                     | Giacomo I da Carrara  | Marsilio                 |  |  |       |  |  |                   |  |  |                   |  |
|                        |                     | Giacomo I da Carrara  | …                        |  |  |       |  |  |                   |  |  |                   |  |
| Taddea da Carrara      |                     | Giacomo I da Carrara  |                          |  |  |       |  |  |                   |  |  |                   |  |
|                        |                     | Elisabetta Gradenigo  | Pietro Gradenigo         |  |  |       |  |  |                   |  |  |                   |  |
|                        |                     | Elisabetta Gradenigo  | Pietro Gradenigo         |  |  |       |  |  |                   |  |  |                   |  |
|                        |                     | Elisabetta Gradenigo  | Tommasina Morosini       |  |  |       |  |  |                   |  |  |                   |  |
|                        |                     | Elisabetta Gradenigo  |                          |  |  |       |  |  |                   |  |  |                   |  |